# Hanna från Arlöv
Hanna från Arlöv är en proggsång från 1974 av Nationalteatern på albumet Livet är en fest, skriven av Ulf Dageby och framförd av Maria Grahn.
Sången handlar om en ung flicka som sommarjobbar på ett tvätteri, och som är sångens berättarröst. Hon träffar där "Hanna från Arlöv", en kollega som beskrivs som en "kärring", "tant på femti år" och "kommunist". Hanna, som bland annat är upprörd över tvätterichefens "profit"  organiserar i sången en vild strejk i protest mot att de inte har någon fläkt på tvätteriet trots att det är mycket hett ("fyrtio grader varmt") där. Strejken leder till att tvätteriet får en fläkt, om än en liten och ynklig, men protesten i sig imponerar på den unga tjejen som konstaterar att "jag lärde mej att fajtas".
Sången har flera gånger använts som en symbol i svensk facklig och politisk retorik. Den norska gruppen Amtmandens døtre spelade in en norskspråkig cover på låten med titeln Anna fra Kløfta (1975).
Ulf Dageby sade själv om låten att det var hans försök att skriva en mer politisk låt, men att den inte blev så uppskattad av vissa bandkamrater som tyckte den var ”På tok för socialdemokratisk”.

## Bakgrund
Sångtexten inspirerades av en intervju med den då 51-åriga tvätteriarbeterskan Hanna i KFML(r)-tidningen Proletären i början av valrörelsen 1973, där hon bland annat klagade över att det var outhärdligt hett på det tvätteri i Arlöv utanför Malmö där hon arbetade.
1996 hade Sydsvenskan lokaliserat verklighetens Hanna, som hette Hanna Löv, och intervjuat henne. Det visade sig då att Hanna var mycket stolt över att ha inspirerat till sången, men att det fanns påtagliga skillnader mellan verklighetens och sångens Hanna.
- Hanna Löv bodde i Malmö och inte i Arlöv. Tvätteriet på Strömgatan i Malmö låg dock mycket nära Arlöv.
- Ingen strejk hade skett under den tid Hanna Löv arbetat på tvätteriet, och hon hade inte agerat strejkledare.
- Hanna Löv var socialdemokrat, hade aldrig varit kommunist, och ansåg sig heller inte särskilt intresserad av politik.
- Någon fläkt hade aldrig installerats, trots hettan på tvätteriet.
- Trots sångens uttalanden om "profit" var tvätteriet statligt vid tiden för intervjun, och tillhörde Förenade Fabriksverken (FFV).

## Övrigt
Hanna Löv avled 2005. Ett av pågatågen av typen X61 har givits namnet Hanna från Arlöv.